# (6448) 1991 CW
(6448) 1991 CW es un asteroide perteneciente al cinturón de asteroides, región del sistema solar que se encuentra entre las órbitas de Marte y Júpiter, descubierto el 8 de febrero de 1991 por Kenzo Suzuki y el también astrónomo Takeshi Urata desde el Toyota Observatory, Japón.

## Designación y nombre
Designado provisionalmente como 1991 CW. 

## Características orbitales
1991 CW está situado a una distancia media del Sol de 2,262 ua, pudiendo alejarse hasta 2,625 ua y acercarse hasta 1,898 ua. Su excentricidad es 0,161 y la inclinación orbital 4,936 grados. Emplea 1242,31 días en completar una órbita alrededor del Sol.

## Características físicas
La magnitud absoluta de 1991 CW es 14,30. Tiene 4,113 km de diámetro y su albedo se estima en 0,315. 